# 김시우 (희극인)
김시우(본명 : 김창원, 1983년 7월 25일)은 대한민국의 희극 배우이다.